# Vedin Musić
Vedin Musić (* 11. März 1973 in Gračanica) ist ein ehemaliger bosnisch-herzegowinischer Fußballspieler.

## Karriere

### Im Verein
Musić begann seine Profikarriere beim FK Sloboda Tuzla. Der Mittelfeldspieler spielte seit der Saison 1997/98 in der Türkei bei İstanbulspor. Nach einer Spielzeit in Istanbul wechselte Music zu Antalyaspor. Hier blieb er insgesamt vier Jahre, ehe er zur Saison 2001/02 zu Como Calcio in die italienische Serie B wechselte. In seiner ersten Saison gelang Musić mit Como der Aufstieg in die Serie A, jedoch folgte im zweiten Jahr der direkte Wiederabstieg, weshalb er zum Ligakonkurrenten FC Modena wechselte. Doch auch Modena stieg am Ende der Spielzeit in die Serie B ab. Zur Saison 2005/06 wechselte Musić zum Traditionsverein FC Turin, mit dem in der ersten Saison auf Anhieb der Aufstieg in die Serie A gelang. Seit Sommer 2009 steht er bei der AC Arezzo unter Vertrag.

### In der Nationalmannschaft
Für die Nationalmannschaft Bosnien-Herzegowinas bestritt Vedin Musić von 1995 bis 2007 insgesamt 45 Spiele.